# Zone di protezione speciale dell'Umbria
Le zone di protezione speciale dell'Umbria, individuate in base alla Direttiva Uccelli (Direttiva 2009/147/CE) e appartenenti alla rete Natura 2000, sono sette e comprendono circa 47 244 ettari di superficie terrestre (pari al 5,58% del territorio regionale).

## Zone di protezione speciale
| Definizione dell’area                                  | Immagine | Codice Natura 2000 | Note                                        | Sup.  | Coordinate              |
| ------------------------------------------------------ | -------- | ------------------ | ------------------------------------------- | ----- | ----------------------- |
| Lago Trasimeno (area protetta)                         |          | IT5210070          |                                             | 14536 | 43.136629°N 12.10664°E  |
| Monti Sibillini (versante umbro)                       |          | IT5210071          |                                             | 17932 | 42.788056°N 13.140833°E |
| Palude di Colfiorito                                   |          | IT5210072          | Superficie ZPS inferiore a quella del parco | 189   | 43.024167°N 12.875833°E |
| Valle del Tevere: Laghi di Corbara - Alviano           |          | IT5220024          |                                             | 7080  | 42.599133°N 12.256061°E |
| Bassa Valnerina: Monte Fionchi - Cascata delle Marmore |          | IT5220025          |                                             | 6372  | 42.59428°N 12.796229°E  |
| Lago di Piediluco - Monte Maro                         |          | IT5220026          |                                             | 900   | 42.524128°N 12.755426°E |
| Lago dell'Aia (Narni)                                  |          | IT5220027          |                                             | 235   | 42.517902°N 12.554034°E |